# Витторио Эмануэле (броненосец)
«Витторио Эмануэле» (итал. Vittorio Emanuele) — итальянский эскадренный броненосец типа «Реджина Елена», участвовавший в итало-турецкой и Первой мировой войнах.
В составе КВМС Италии был с 1908 по 1926 годы. В итало-турецкой войне участвовал в высадке итальянских войск в Тобруке и Бенгази, а также в оккупации островов Родоса и Додеканеса. В Первой мировой войне участвовал в восьми военных миссиях. После вывода из состава флота разрезан на металл.